# José Maria da Silva Paranhos
José Maria da Silva Paranhos, Tử tước xứ Rio Branco (16 tháng 3 năm 1819 – 1 tháng 11 năm 1880) là chính trị gia, quân chủ, nhà ngoại giao, giáo viên và nhà báo của Đế quốc Brasil (1822–1889). 
Rio Branco sinh ra ở Salvador, lúc đó là một capitanía của Bahia, trong một gia đình giàu có, nhưng hầu hết tài sản đã mất sau khi cha mẹ ông qua đời vào đầu thời thơ ấu.
Rio Branco tham dự Trường Hải quân Brasil và trở thành một chuẩn úy năm 1841. Cuối năm đó, ông đã tham gia Học viện Quân sự Quân đội, cuối cùng trở thành một giảng viên ở đó. Thay vì tiếp tục phục vụ trong quân đội, ông trở thành một chính trị gia trong Đảng Tự do. Năm 1845, ông được bầu làm thành viên của cơ quan đại diện tỉnh Rio de Janeiro, nơi có thủ đô của cùng tên. Rio Branco lên nắm quyền trong tỉnh dưới sự giám hộ của Aureliano Coutinho, tử tước Sepetiba - một chính trị gia kỳ cựu, người có ảnh hưởng to lớn đối với Hoàng đế Pedro II trẻ và thiếu kinh nghiệm. Ông tạm thời bỏ rơi chính trị sau khi Aureliano Coutinho sụp đổ khỏi ân sủng và giải thể của Đảng Tự do.
Công việc của Rio Branco ở licnh vực báo chí, nhấn mạnh những mối đe doạ do xung đột vũ trang ở các nước cộng hòa Platine (Argentina và Uruguay), đã thu hút sự chú ý của ông Honoro Hermeto Carneiro Leão, tổng thống Paraná, người mời ông làm thư ký cho sứ mệnh ngoại giao Montevideo. Họ đã thành công trong việc tạo ra các liên minh, góp phần vào sự sụp đổ cuối cùng của Juan Manuel de Rosas năm 1852, một nhà độc tài Argentina, người đã tuyên chiến với Brazil. Năm 1853 Rio Branco gia nhập Đảng Bảo thủ Marquis of Paraná cũng như nội các chính phủ của ông chủ trì. Ông đã tăng nhanh qua các cấp bảo thủ trong những năm 1860 khi nhiều đồng nghiệp gia nhập các thành viên của Đảng Tự do đã chết để thành lập một đảng mới. Rio Branco đã được gửi đến Uruguay vào cuối năm 1864, với nhiệm vụ mang một kết thúc ngoại giao cho cuộc chiến Uruguay. Mặc dù thành công, ông đã bị sa thải đột ngột khỏi chức vụ của mình. Năm 1869, ông được triệu hồi và phái đến Paraguay, lần này để đàm phán chấm dứt chiến tranh với Brazil. Những nỗ lực thành công của ông trong việc kết thúc hòa bình với Paraguay đã được công nhận, và Pedro II đã tôn vinh ông, phong tử tước Rio Branco (Bồ Đào Nha nghĩa là "Sông Trắng").
Năm 1871, Rio Branco trở thành Chủ tịch Hội đồng Bộ trưởng (Thủ tướng Chính phủ) lần đầu tiên. Ông trở thành chủ tịch lâu nhất của Hội đồng và lâu đời nhất của ông trong lịch sử Brazil. Chính phủ của ông được đánh dấu bởi thời kỳ thịnh vượng kinh tế và việc ban hành một số cải cách cần thiết - mặc dù các chính sách này đã chứng tỏ là thiếu sót nghiêm trọng. Điều quan trọng nhất trong những sáng kiến này là Luật Tự do Sinh sản, đã ban hành tình trạng tự do cho trẻ em sinh ra từ phụ nữ nô lệ. Rio Branco đã lãnh đạo chính phủ ban hành luật này, và đoạn văn này đã làm tăng sự nổi tiếng của ông. Tuy nhiên, chính phủ của ông ta đã phải hứng chịu một cuộc khủng hoảng kéo dài với Giáo hội Công giáo, kết quả của việc trục xuất những người Freemasons từ các cộng sự giáo dân. Sau hơn bốn năm đứng đầu Nội các, Rio Branco từ chức vào năm 1875. Sau một kỳ nghỉ dài ở châu Âu, sức khoẻ của ông nhanh chóng suy giảm và ông được chẩn đoán mắc bệnh ung thư vòm miệng. Rio Branco qua đời năm 1880 và đã được người dân khóc thương khắp đất nước. Ông được hầu hết các sử gia coi là một trong những chính khách vĩ đại nhất của Brazil.